# チョコレートサイダー
チョコレートサイダーとは、チョコレート味の炭酸飲料である。

## 概要
熊本県にある有限会社阿蘇・岡本で作られた「謹製 阿蘇人 サイダー（チョコレート）」（1本285ml）が日本で初めて作られたと言われている。
味は、炭酸水とチョコレートを一緒に飲んだり食べたりしているような感覚で、後味はすっきりしているが、飲んでいる時の風味はチョコレートそのものである。
その後、2010年1月19日にサントリー食品より「サントリー チョコレートスパークリング」（1本500ml）が全国で発売された。